# Ayub Idrisi
Ayub Idrisi (23 de octubre de 1994) es un deportista marroquí que compitió en judo. Ganó una medalla de plata en el Campeonato Africano de Judo de 2014 en la categoría de –60 kg.

## Palmarés internacional
| Campeonato Africano | Campeonato Africano     | Campeonato Africano | Campeonato Africano |
| Año                 | Lugar                   | Medalla             | Categoría           |
| ------------------- | ----------------------- | ------------------- | ------------------- |
| 2014                | Puerto Louis (Mauricio) | Medalla de plata    | –60 kg              |